# 明潭發電廠抽蓄機組
明潭發電廠抽蓄機組，又稱為明潭抽蓄水力發電廠，是一座由台灣電力公司明潭發電廠管轄的水力發電廠，位於臺灣南投縣水里鄉車埕，即日月潭西側水里溪溪谷，於1995年運轉，與大觀發電廠皆係利用日月潭水庫之水發電。是目前臺灣最大的水力發電廠，1993年完成後成為當時世界上最大的抽蓄水力電廠之一，目前仍是東南亞最大、全球第九大的抽蓄水力發電廠，是繼明湖抽蓄水力發電廠後第二座抽蓄發電廠，同時也是台灣水力發電的樞紐。

## 沿革
台灣日治時期的1919年（大正8年）4月，日本殖民政府在日月潭盆地邊緣的頭社溪與水社溪口建壩，並在濁水溪上游興築武界壩，將溪水自武界地區引入日月潭，形成日月潭水庫，同時在水里溪中下游興建「門牌潭發電所」，為日月潭水力發電廠奠定基礎。為了興建日月潭水力發電工程，台灣電力株式會社在今南投縣國姓鄉北山村建立小型水力發電廠，利用埔里盆地西緣觀音山下南港溪溪水，興建攔水堤堰與壓力鋼管，利用50公尺的落差，將溪水帶動水輪機來發電，稱為「北山坑發電所」，發電量為1,800千瓦，以提供日月潭工程用電車所需之電力。1934年，門牌潭發電所竣立發電，改名為「日月潭第一發電所」。興建門牌潭發電所後，1937年於水里溪下游利用門牌潭發電所的尾水來發電，此座發電所為「水裏坑發電所」，後稱為「日月潭第二發電所」。當年日月潭第二發電所總裝置量達4萬3千500千瓦，與日月潭第一發電所（10萬千瓦）供應台灣全島將近四成的電力，然而在1945年太平洋戰爭期間遭到美軍轟炸，損害嚴重。戰後來台國民政府將之修復後，日月潭第一發電所由蔣介石改名為「大觀發電廠」。1946年10月，蔣宋美齡蒞臨日月潭第二發電所參觀，題名為「鉅工」，故日月潭第二發電所改名為「鉅工發電廠」。而北山坑發電所則改稱「北山發電廠」。
由於台灣自1980年代開始用電量劇增，擔任基載的大型核能發電廠與火力發電廠機組白天尖峰時段之發電量不能減載，而深夜離峰用電量少時有剩餘，故需利用抽蓄機組將離峰時剩餘之電力抽取下池之水貯存於上池，並於尖峰時再利用上池之水發電，俾補充系統於尖峰時發電量之不足，提高電力品質。
明潭抽蓄水力發電廠於1987年9月開工，1989年電廠成立，1991年12月31日下池壩完工蓄水，1992年首次並聯運轉，1995年工程竣工正式啟用。

## 設施
明潭抽蓄水力發電廠引水於水里壩，而水里壩則係利用水里溪河谷興建之一座壩高61公尺、壩頂長314公尺、壩頂標高375.5公尺、高水位標高373公尺、總容量為1,200萬立方公尺之混凝土重力壩，該壩所蓄成之鐮刀型人工湖泊又稱為「明潭水庫」。明潭抽蓄機組係以日月潭為上池，明潭水庫作為下池，攔截日月潭沖下的湖水。明潭抽蓄水力發電廠之進水口位於明湖抽蓄進水口南方，有兩條引水隧道。明潭電廠與日月潭水庫之間高低位能差達380公尺，共裝置六部「豎軸法蘭西斯可逆式」水輪機及發電機，利用上、下池間的位能差帶動發電機，當正轉時，可帶動發電機發電；反轉時，則可將下池的庫水抽回至上池蓄存，故可配合電力負載需求，將水力能源配合火力及核能基載發電運作，有效增加尖峰時間之供電量。每日明潭水庫之水位變動約二十八公尺，水位變化量大，形成獨特的「潮汐」景觀。每部發電機的機組容量為26萬7千瓩，總計明潭發電廠的裝置容量達160.2萬瓩（1,600MW），超過核一廠，而每年發電量則約24億度 。此外，明潭發電廠所轄之鉅工分廠、水里機組、北山機組、濁水機組之遙控操作中心及行政中心亦設於明潭抽蓄電廠。

### 機組
| 名稱   | 發電機型號                     | 水輪機型號                            | 機組數量 | 發電方式 | 有效落差（公尺） | 單一機組用水量（CMS） | 容量（MW） | 位置                   | 商轉時間       | 狀態   |
| ------ | ------------------------------ | ------------------------------------- | -------- | -------- | ---------------- | --------------------- | ---------- | ---------------------- | -------------- | ------ |
| 一號機 | 法國阿爾斯通製交流式同步發電機 | 德国VOITH豎軸法蘭西斯可逆式抽水水輪機 | 1        | 抽蓄式   | 380              | 82CMS                 | 267        | 南投縣水里鄉車埕村     | 1994年1月2日   | 商轉中 |
| 二號機 | 法國阿爾斯通製交流式同步發電機 | 德国VOITH豎軸法蘭西斯可逆式抽水水輪機 | 1        | 抽蓄式   | 380              | 82CMS                 | 267        | 南投縣水里鄉車埕村     | 1995年2月10日  | 商轉中 |
| 三號機 | 法國阿爾斯通製交流式同步發電機 | 德国VOITH豎軸法蘭西斯可逆式抽水水輪機 | 1        | 抽蓄式   | 380              | 82CMS                 | 267        | 南投縣水里鄉車埕村     | 1994年1月4日   | 商轉中 |
| 四號機 | 法國阿爾斯通製交流式同步發電機 | 德国VOITH豎軸法蘭西斯可逆式抽水水輪機 | 1        | 抽蓄式   | 380              | 82CMS                 | 267        | 南投縣水里鄉車埕村     | 1995年2月16日  | 商轉中 |
| 五號機 | 法國阿爾斯通製交流式同步發電機 | 德国VOITH豎軸法蘭西斯可逆式抽水水輪機 | 1        | 抽蓄式   | 380              | 82CMS                 | 267        | 南投縣水里鄉水里溪上游 | 1993年12月27日 | 商轉中 |
| 六號機 | 法國阿爾斯通製交流式同步發電機 | 德国VOITH豎軸法蘭西斯可逆式抽水水輪機 | 1        | 抽蓄式   | 380              | 82CMS                 | 267        | 南投縣水里鄉水里溪上游 | 1994年1月30日  | 商轉中 |

### 廠房
- 形式：地下蘑菇式廠房
- 大小：長156公尺x高20公尺x寬46公尺[11]。

## 圖集

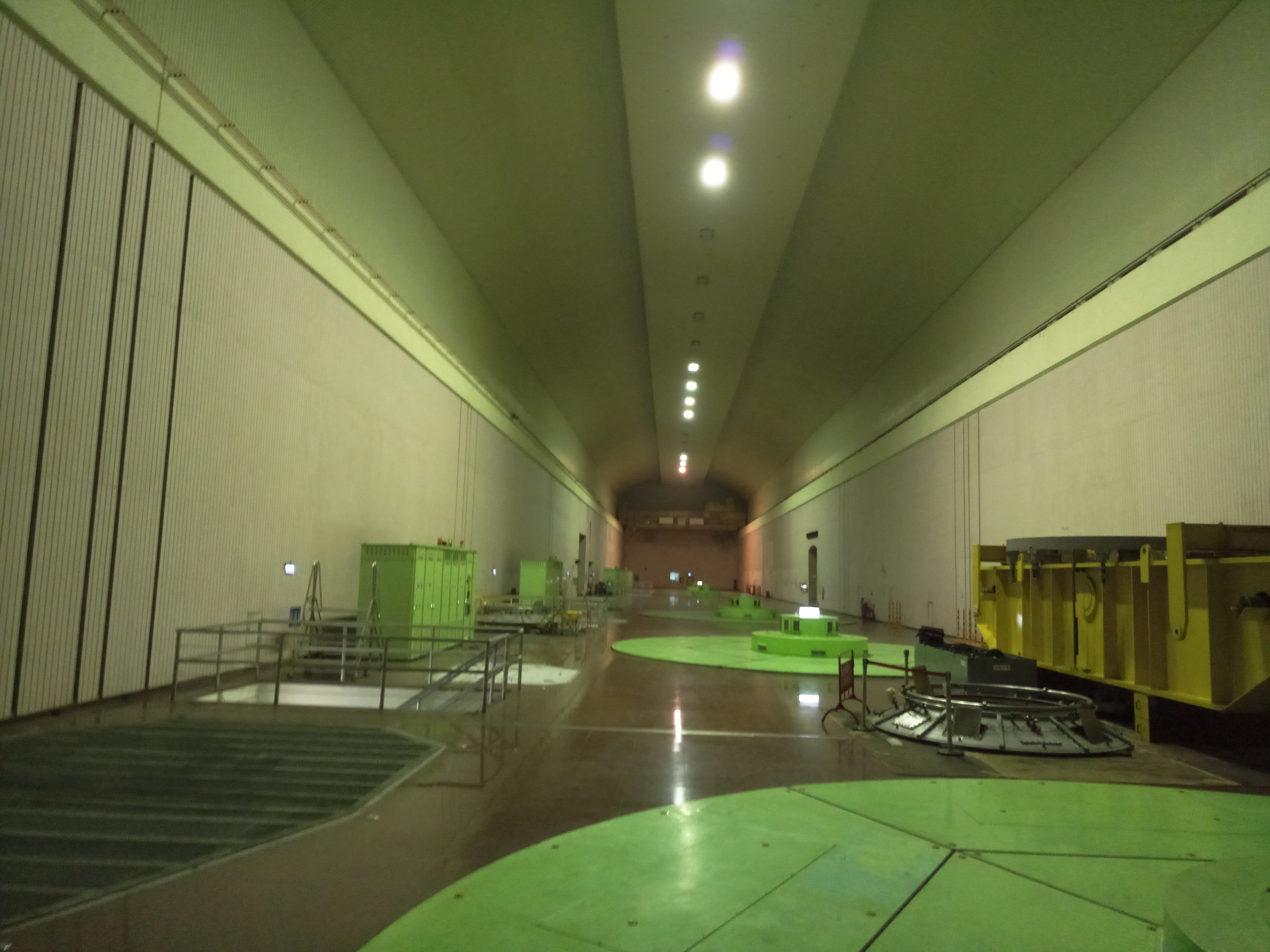
明潭發電廠抽蓄機組地下廠房一景，從最近至最遠分別是1號機至6號機。
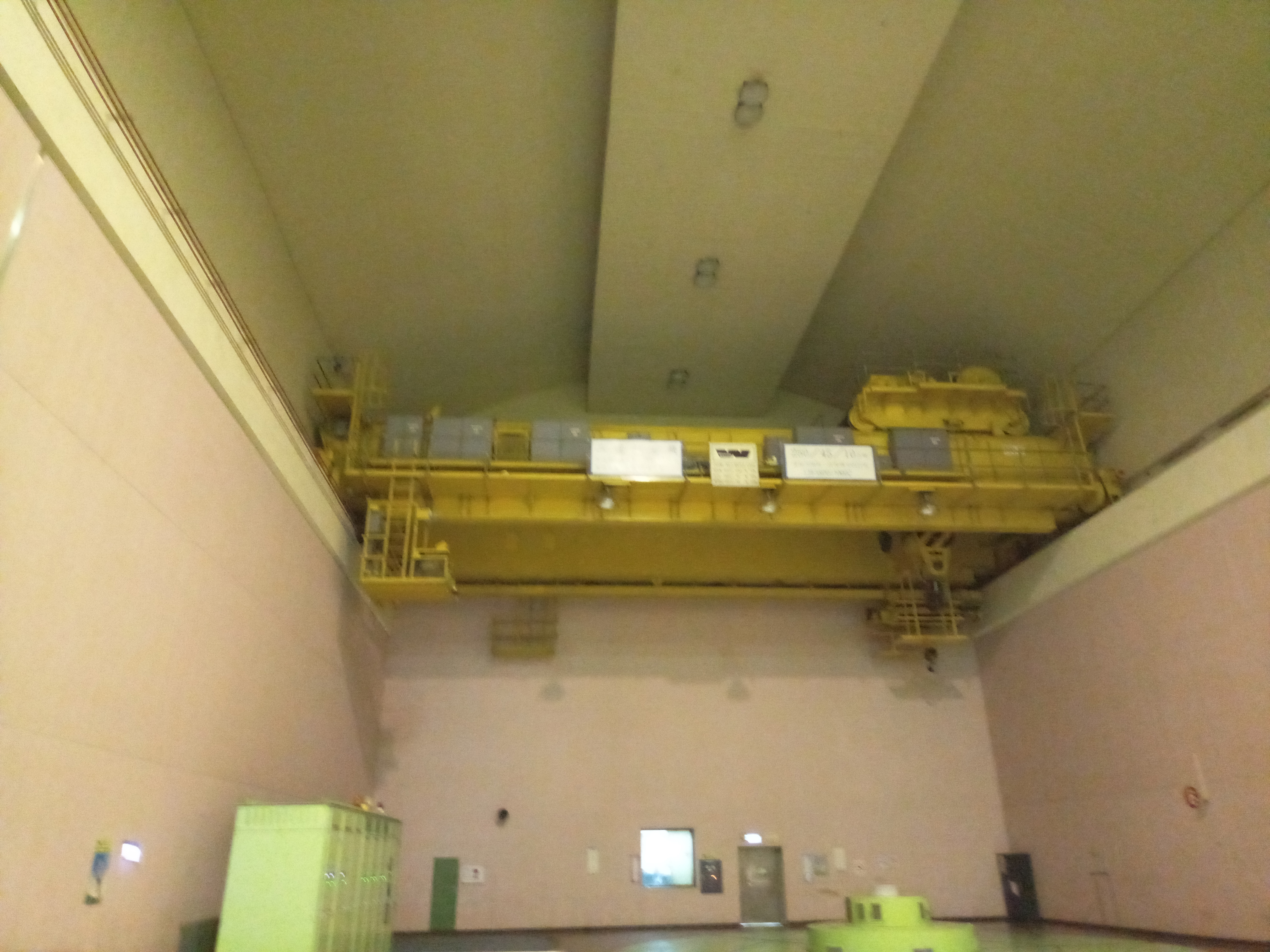
地下廠房的起重機，可在發電機組大修時將發電機轉子吊掛起。
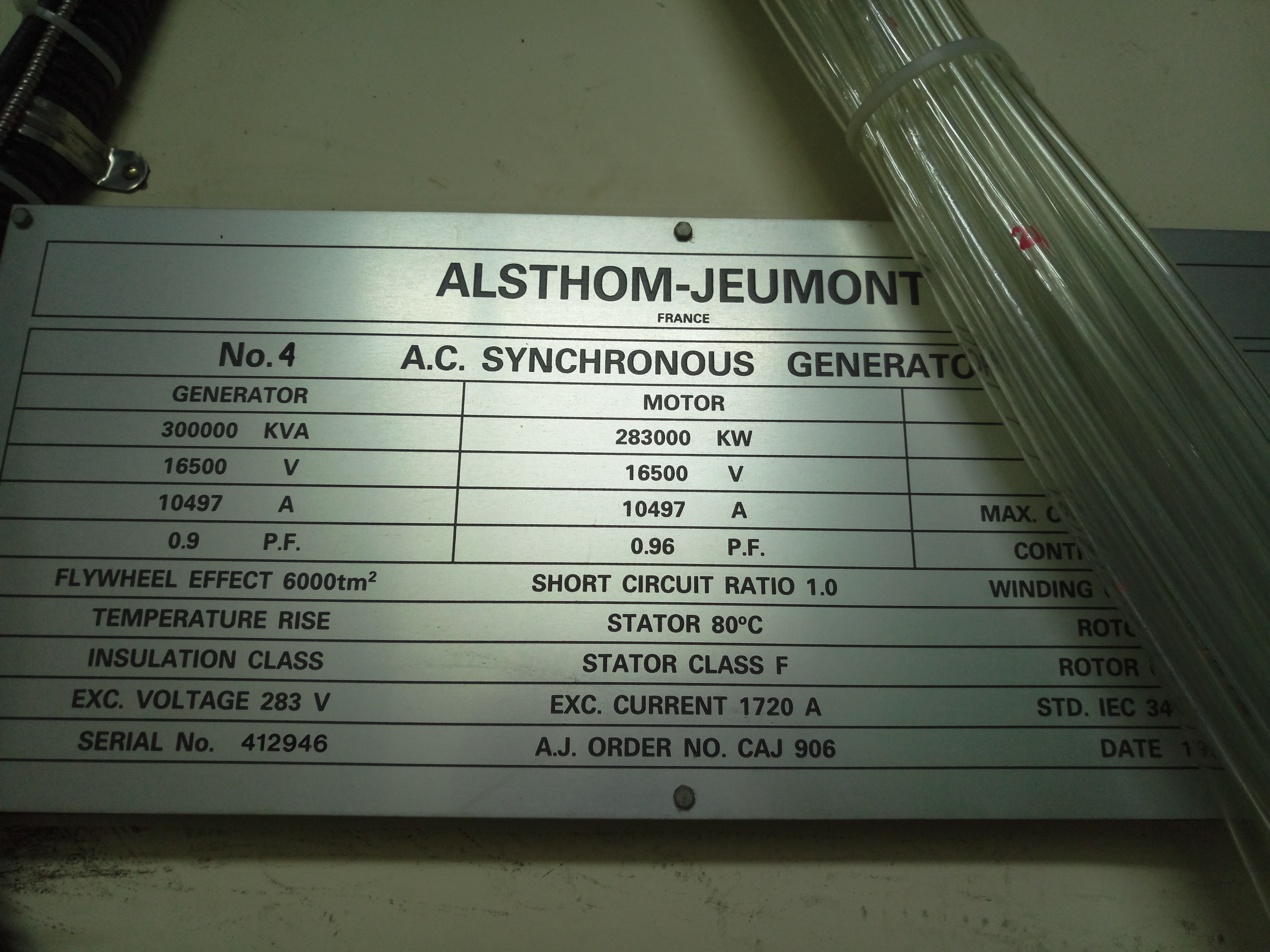
發電機銘板
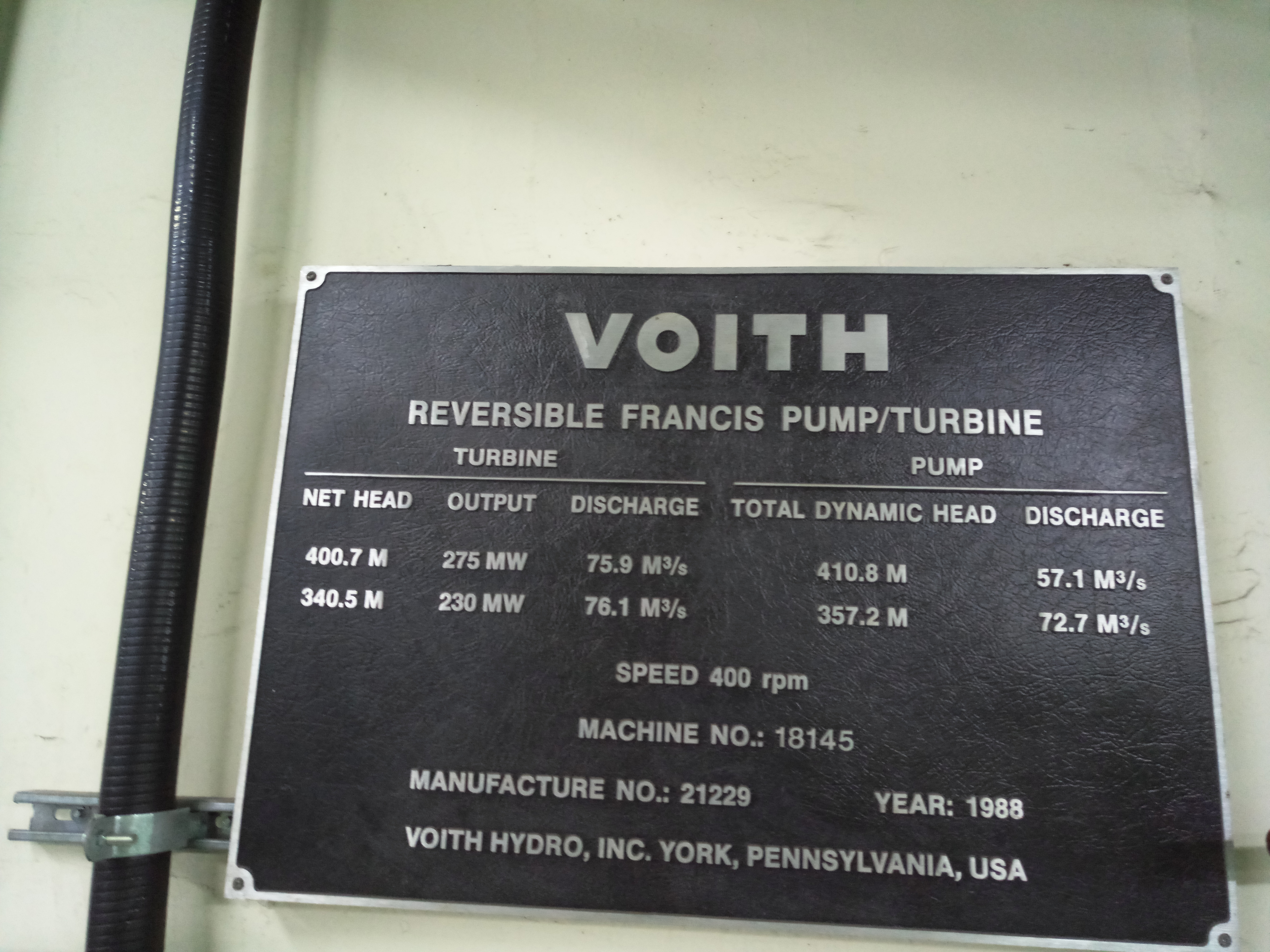
水輪機銘板
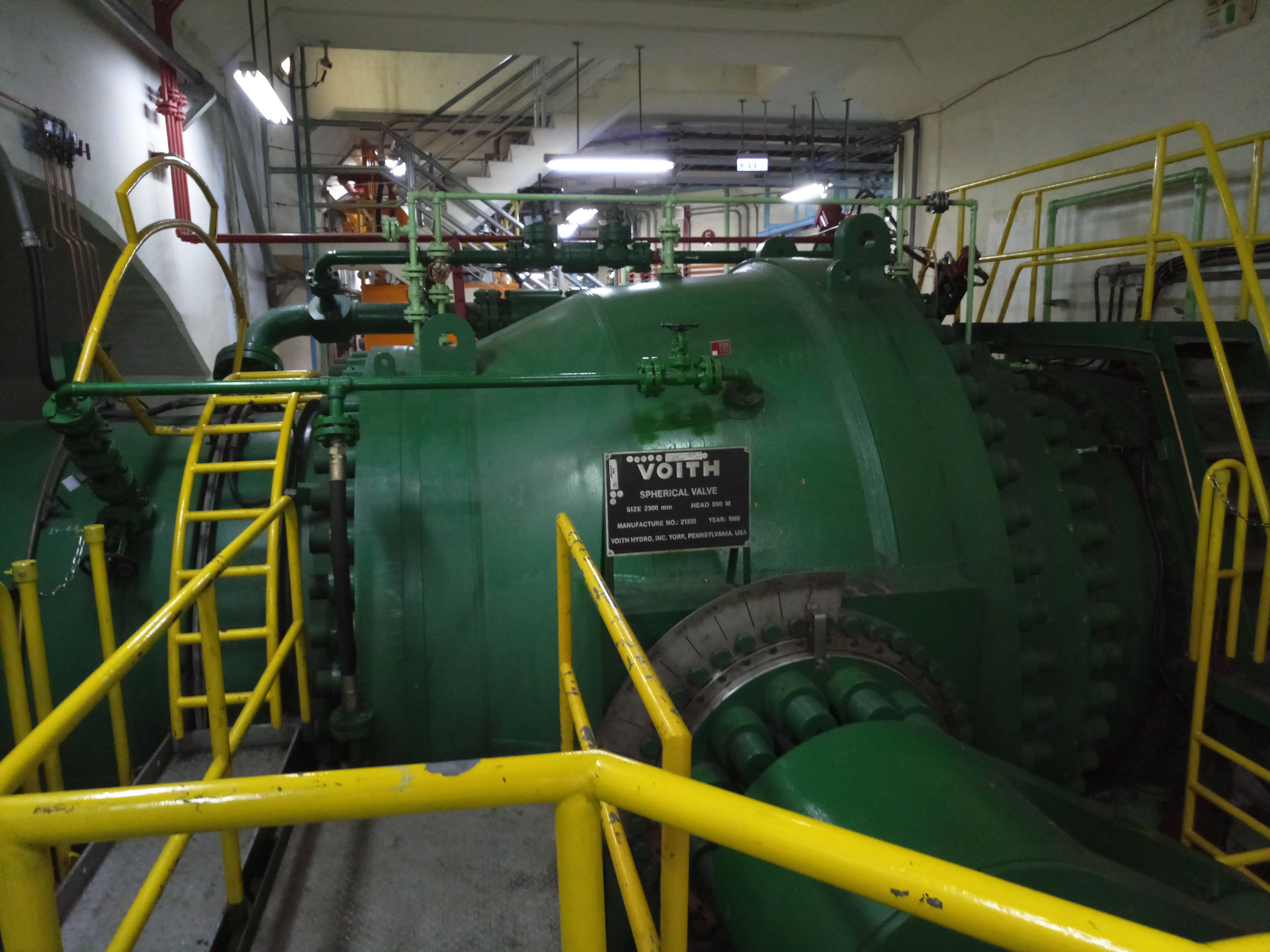
水輪機主閥，為球型閥的形式。
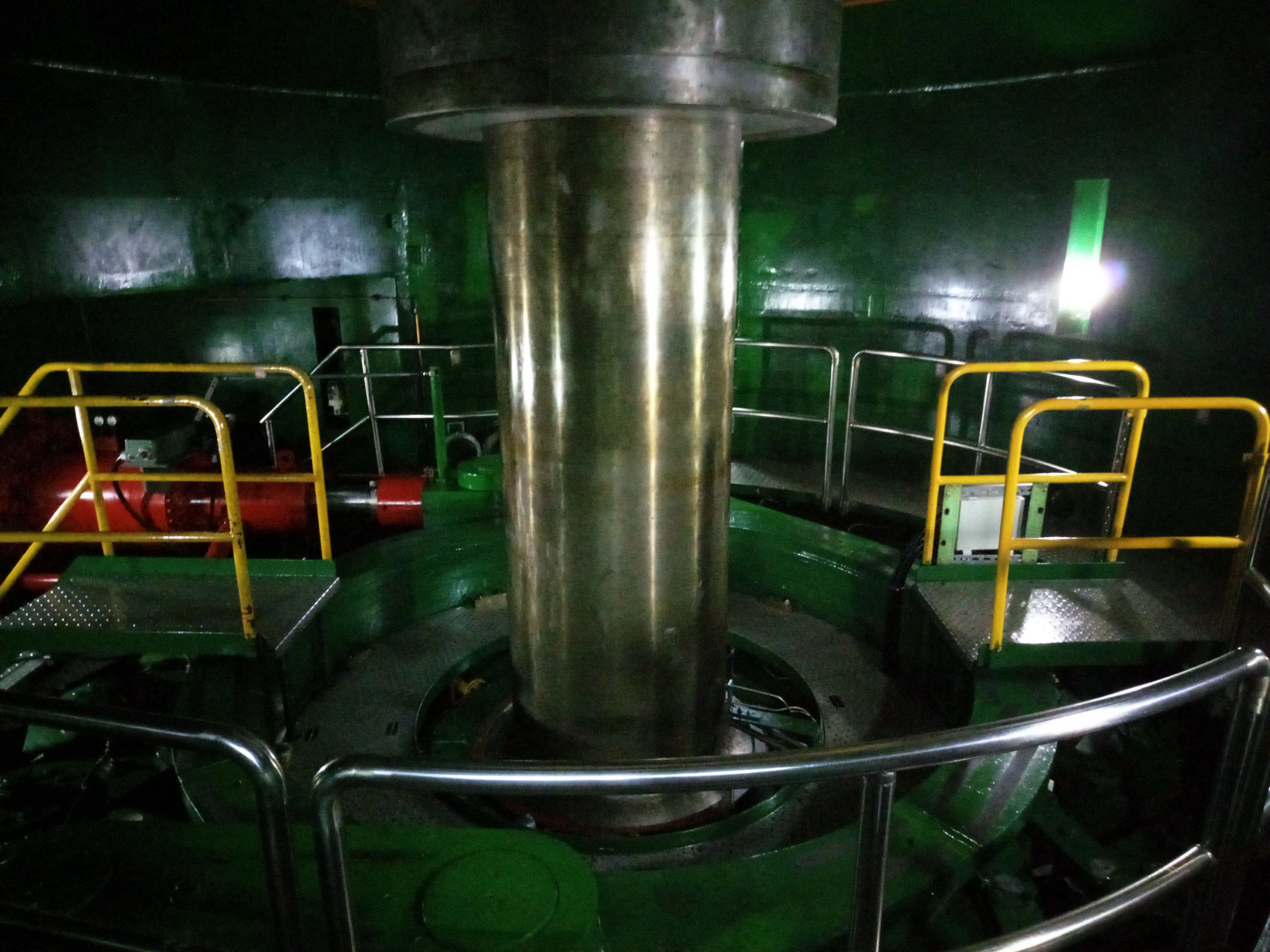
明潭發電廠抽蓄機組水車室，下方即為水輪機，上方為發電機，左方紅色構造物為導翼調整伺服機。
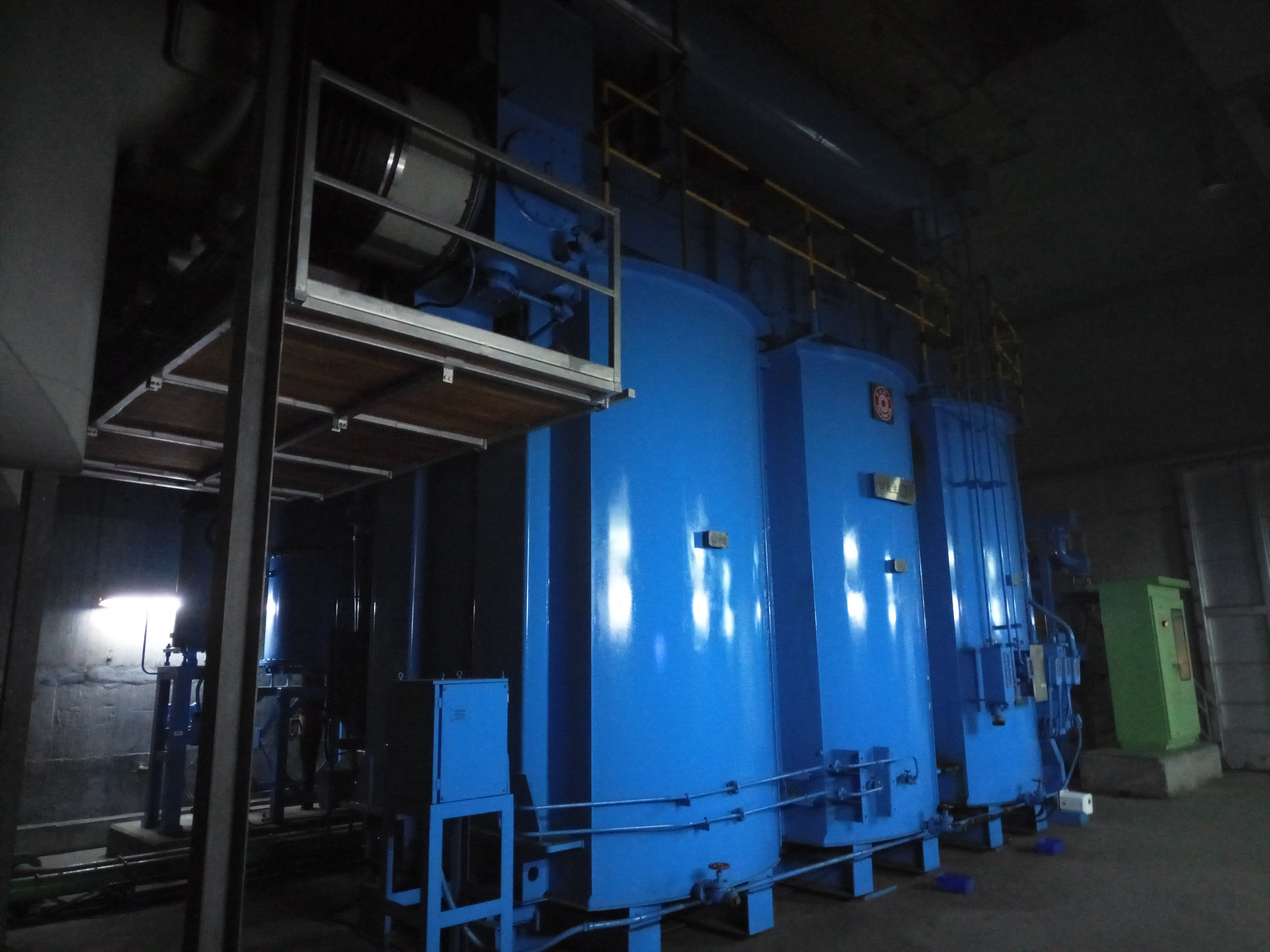
明潭發電廠抽蓄機組主變壓器，安裝於地下廠房內，六部機組共分別使用六部主變壓器。
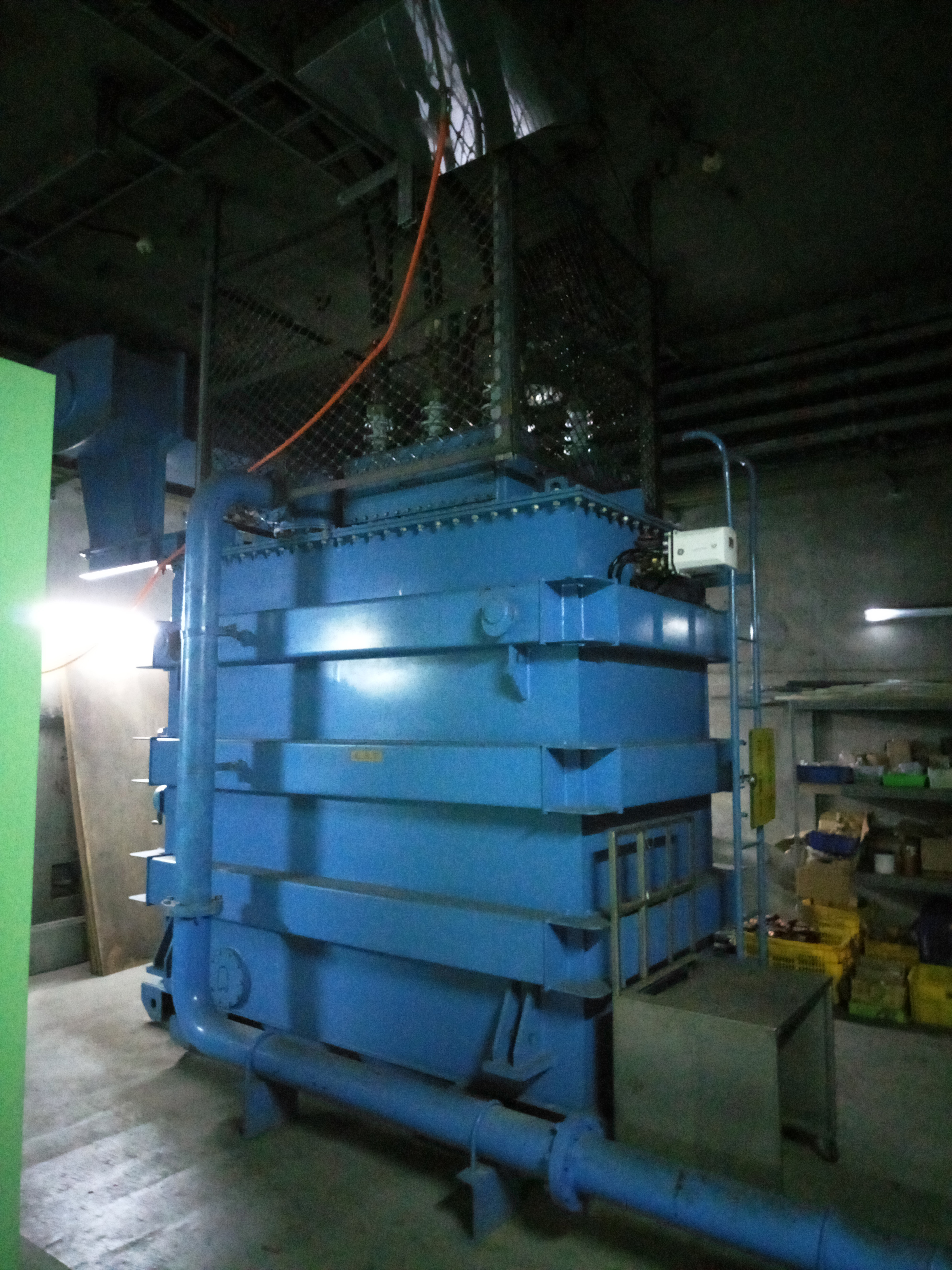
明潭發電廠抽蓄機組離峰抽蓄時，用來啟動機組的SFC靜態頻率控制器，可做背對背方式啟動其他機組（1號與6號可分別啟動3號至5號，但1號與6號不可互相啟動）。
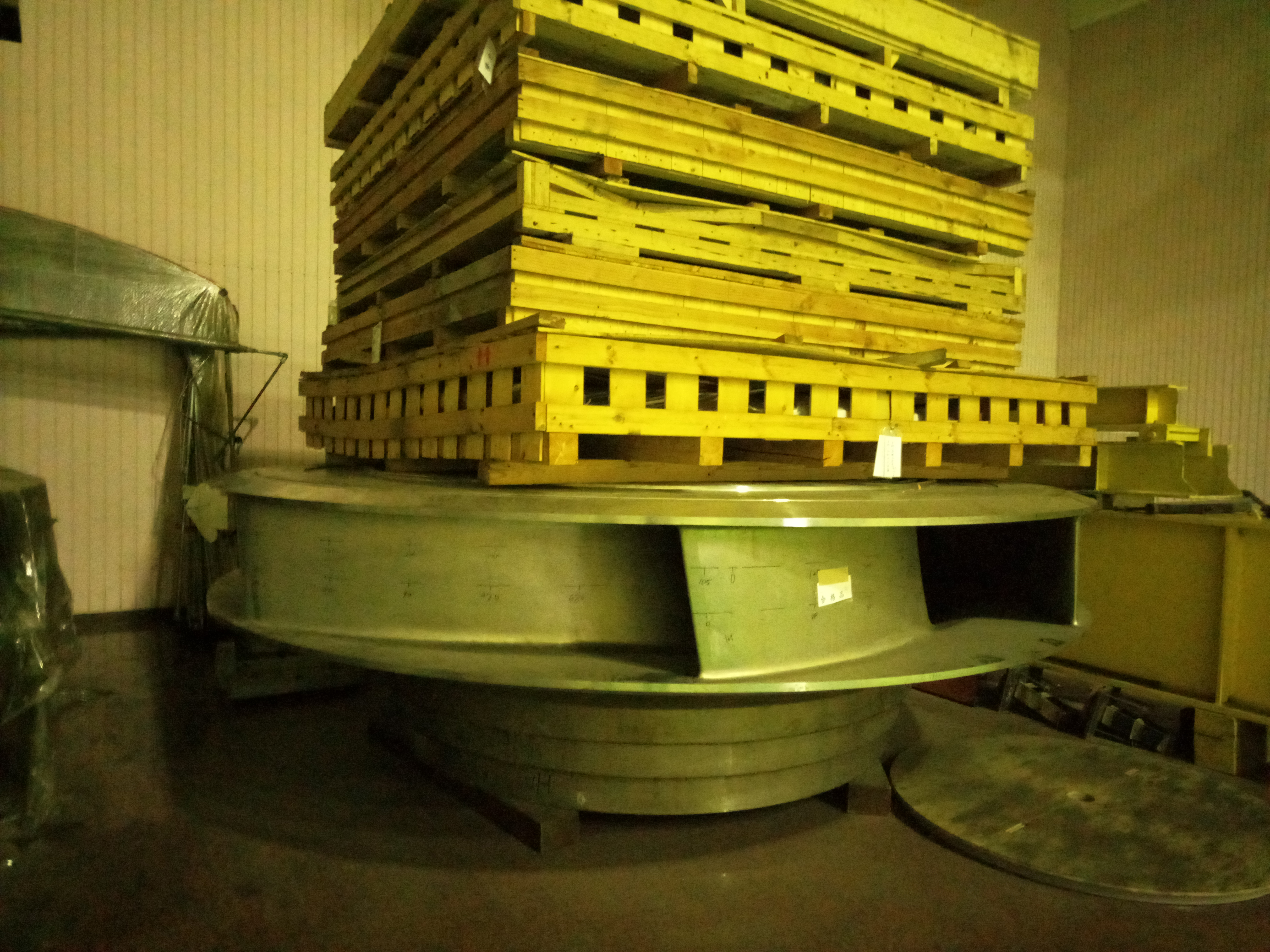
明潭發電廠抽蓄機組豎軸可逆法蘭西斯式水輪機的動輪備品，存放於地下廠房內。

## 資料來源
1. ↑  1992-05-24/聯合報/06版/社會觀察.大家談
2. 1 2  . 交通部觀光局 日月潭國家風景區管理處.   [2013-06-18] （中文（臺灣））.[永久]
3. ↑  . 經濟日報. 1989-08-05: 15版/產業(1) 鋼鐵、機械、電子、科技 （中文（臺灣））.
4. 1 2 3 4 5   (PDF). 台灣電力公司.   [2013-06-18]. （原始内容存档 (PDF)于2013-12-26） （中文（臺灣））.
5. 1 2 3  . 德明財經科技大學.   [2013-06-18]. （原始内容存档于2015-03-09） （中文（臺灣））.
6. ↑  . 台灣機電工程服務社.   [2013-06-18]. （原始内容存档于2013-12-26） （中文（臺灣））.
7. ↑  . The Power Plants Around the World Photo Gallery. 2013  [2013-06-23]. （原始内容存档于2012-12-08） （英语）.
8. ↑  . 行政院農業委員會.   [2013-06-18]. （原始内容存档于2013-12-26） （中文（臺灣））.
9. ↑  李名揚. . 科學人雜誌. 2012  [2013-06-18]. （原始内容存档于2013-08-07） （中文（臺灣））.
10. 1 2  2004-11-11/聯合報/C2版/南投縣新聞
11. ↑   (PDF). 國立彰化師範大學.   [2016-02-04]. （原始内容存档 (PDF)于2017-01-12） （中文（臺灣））.